# Lions Gate Entertainment
Lions Gate Entertainment Corporation (også kendt under LIONSGATE) er et amerikansk underholdningsselskab, der blev etableret i 1995 og havde hovedsæde i Los Angeles og senere i Vancouver i Canada og har nu hovedsæde i Santa Monica, Californien, USA. I 2007 var selskabet det mest kommercielt succesfulde selvstændige film- og tv-distributionsselskab i Nordamerika. 

## Historie
I 2005 annoncerede Lions Gate at de havde solgt deres canadiske distributionsrettigheder til Maple Pictures, der var blevet grundlagt af de to tidligere Lions Gate arbejdere, Brad Pelman og Laurie May.[kilde mangler]
Lions Gate Entertainments første store box office succes var med filmen American Psycho i 2000, hvilket begyndte en trend med at producerer og distribuerer de film, der var for kommercielle for de store amerikanske filmselskaber, der ikke ville producerer eller distribuere. 
Andre succesfulde film var bl.a. Affliction, Gods and Monsters, Dogma, Saw og Michael Moores dokumentar Fahrenheit 9/11, hvilket blev filmselskabets højest indtjente film.[kilde mangler]
Lions Gate Entertainment har introduceret en familiefilms-række, Lions Gate Family Entertainment. Den første film, der blev udgivet under dette navn var filmen The Spy Next Door. Lions Gate Family Entertainments logo blev lavet af John Powell. Lions Gate Family Entertainment vil komme til at udgive både normale spillefilm og animerede tegnefilm.

## Film

### 1990'ere

#### 1998
- Affliction
- Buffalo 66
- Gods and Monsters
- Mr. Jealousy
- Love and Death on Long Island

#### 1999
- But I'm a Cheerleader
- Darkness Falls
- Dogma (produceret af Miramax)
- The Red Violin

#### 2000
- Amores Perros
- American Psycho
- Blood and Roses
- Bruiser
- The Golden Bowl
- Heavy Metal 2000
- Shadow of the Vampire

#### 2001
- Bully
- Frailty
- Lantana
- Lost and Delirious
- Monster's Ball
- O
- Tape

#### 2002
- American Psycho 2
- Biggie and Tupac
- Cube 2: Hypercube
- The Dead Zone (tv-serie)
- Irréversible
- Lovely & Amazing
- The Rules of Attraction
- The Cat's Meow
- Wise Girls

#### 2003
- The Cooler
- High Tension
- House of 1000 Corpses
- Ju-on: The Grudge
- Madea's Class Reunion
- Monster Man
- Open Water
- Shattered Glass
- The Snow Walker

#### 2004
- The Cookout
- Cube Zero
- Dirty Dancing: Havana Nights
- Fahrenheit 9/11
- Fear of Clowns
- Godsend (co-produced with 2929 Productions)
- Hotel Rwanda (co-produced with United Artists)
- The Punisher (co-production with Marvel Studios)
- Saw (produceret af Twisted Pictures)

#### 2005
- Alone in the Dark
- Crash
- The Devil's Rejects
- Diary of a Mad Black Woman
- Happy Endings
- High Tension (re-released in 2005 only, distribution only)
- Hostel
- In the Mix (co-production with 20th Century Fox)
- Isolation
- Lord of War
- March of the Penguins (kun i Canada)
- Pinocchio 3000
- Santa's Slay
- Saw II (produceret by Twisted Pictures)
- Tamara
- Pokemon: Destiny Deoxys (kun i Canada)
- Waiting...

#### 2006
- 2001 Maniacs
- Akeelah and the Bee
- Crank
- Dark Ride
- The Descent
- Employee of the Month
- Pokemon: Lucario and the Mystery of Mew
- The Hamiltons
- Hard Candy
- The Invincible Iron Man
- Larry the Cable Guy: Health Inspector
- Leonard Cohen: I'm Your Man
- Madea's Family Reunion
- Saw III (produceret by Twisted Pictures)
- See No Evil
- Solar Attack
- Ultimate Avengers
- Ultimate Avengers 2
- The U.S. vs. John Lennon (co-produceret med Paramount Pictures)
- What's Done in the Dark
- Mr. Jingles

#### 2007
- 3:10 to Yuma
- The All Together
- Blood Trails
- Bratz: The Movie
- Bug
- Captivity
- Catacombs
- The Condemned
- Daddy's Little Girls
- Delta Farce
- Dishdogz
- Doctor Strange
- Drive-Thru
- Good Luck Chuck
- Happily N'Ever After
- Highlander: The Source
- Hostel: Part 2
- Peaceful Warrior (co-distribueret Universal Pictures)
- Pride
- Rise of the Dead
- Saw IV (produceret af by Twisted Pictures)
- Side Sho
- Sicko (produceret af The Weinstein Company)
- Skinwalkers (co-produceret af After Dark Films)
- Stir of Echoes: The Homecoming
- Teeth
- Trade
- War
- Why Did I Get Married?

#### 2008
- Rambo (co-produceret med The Weinstein Company)
- The Eye (co-produceret med Paramount Vantage og Cruise/Wagner Productions)
- The Bank Job
- Meet the Browns (produceret af The Tyler Perry Company)
- The Forbidden Kingdom (produceret af China Film Co-Production Corporation og Relativity Media)
- The Midnight Meat Train (co-produceret med Lakeshore Entertainment)
- Disaster Movie
- Next Avengers: Heroes of Tomorrow (co-produktion af Marvel Studios)
- The Family That Preys (produceret af The Tyler Perry Company)
- My Best Friend's Girl
- Religulous (produceret af Thousand Words)
- W.
- Saw V (produced by Twisted Pictures)
- Repo! The Genetic Opera (produceret af Twisted Pictures)
- Punisher: War Zone (co-produktion med Marvel Studios)
- The Spirit
- The Marriage Counselor
- The Perfect Game
- The Burrowers
- Transporter 3 (co-produktion med Europa Corp. og 20th Century Fox)
- Credo (produceret af Alto Films)
- The Lucky Ones

#### 2009
- My Bloody Valentine 3D
- New in Town (produceret af Gold Circle Films)
- Madea Goes to Jail
- Horsemen
- The Haunting in Connecticut
- Happily N'Ever After 2: Snow White Another Bite @ the Apple
- Crank: High Voltage
- Battle for Terra
- The Cove (begrænset; co-distribueret af Roadside Attractions)
- The Descent 2
- Gamer
- Saw VI
- Youth in Revolt
- I Can Do Bad All By Myself
- The Imaginarium of Doctor Parnassus
- A Jazz Man's Blues
- Heart
- Brothers

#### 2010
- Daybreakers
- The Spy Next Door (med Lions Gate Family Entertainment co-produktion med Spyglass Entertainment og Relativity Media)
- From Paris with Love
- Season of the Witch
- Why Did I Get Married Too?
- You Again (with Lions Gate Family Entertainment)
- Foodfight!
- Warrior – (co-produktion med The Weinstein Company, Spyglass Entertainment, Amblin Entertainment, The Kennedy/Marshall Company og Red Wagon Entertainment)
- Alpha and Omega (med Lions Gate Family Entertainment co-produktion med Spyglass Entertainment og Crest Animation Studios)
- The Expendables

#### 2011
- Unstoppable (co-produktion med Spyglass Entertainment)
- Strawberry Shortcake (med Lions Gate Family Entertainment)
- Rambo V
- The Lost Adventures of Stone Perlmutter Jr. (med Lions Gate Family Entertainment)
- Abduction

#### 2012
- The Hunger Games